# Gut Holdheim

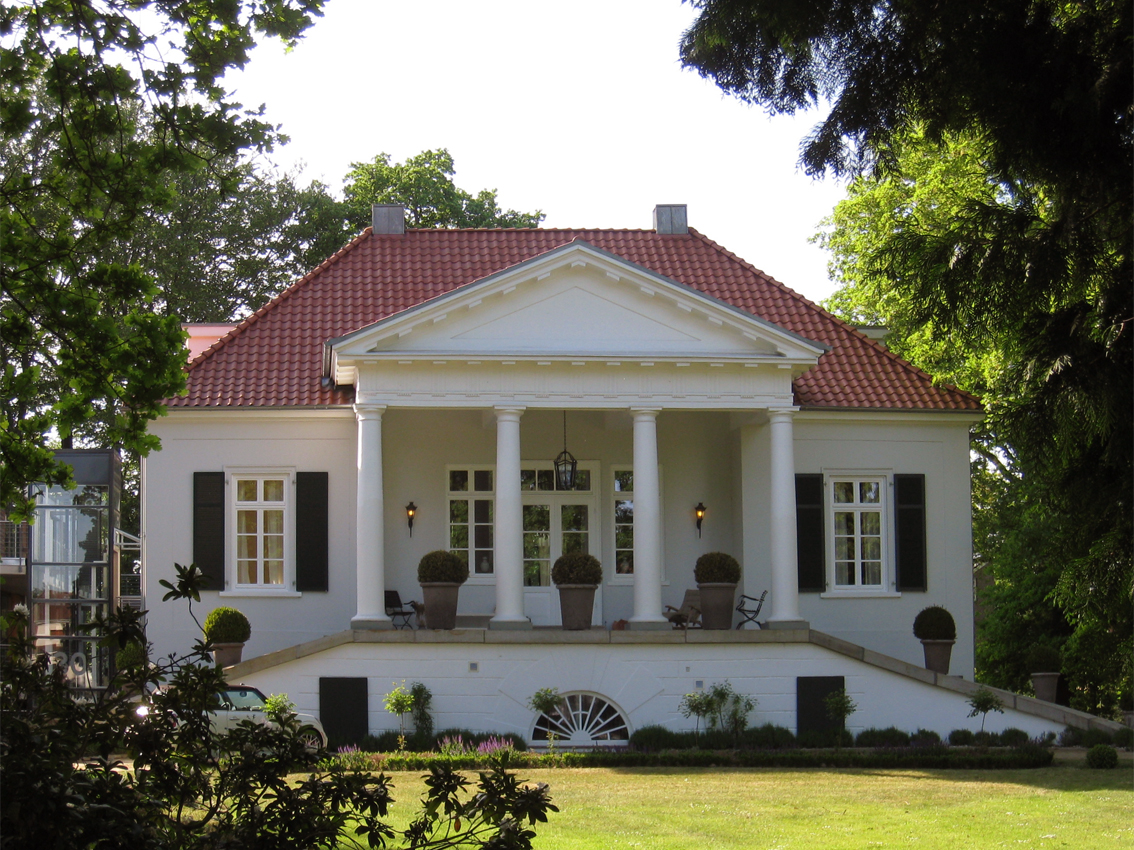
Gut Holdheim in Bremen-Oberneuland

Gut Holdheim (auch Landgut Holdheim) ist ein ehemaliges Anwesen mit Herrenhaus und Park in Bremen-Oberneuland an der Apfelallee Nr. 30. Es steht seit 1973 unter Denkmalschutz.

## Geschichte
1809 erwarb Senator Johann Friedrich Abegg ein Grundstück am Grünen Weg (heute Am Rüten) in Oberneuland. Auf einem kleinen „Berge“ (einer Wurt) unweit der Oberneulander Landstraße stand hier ein hölzernes Lusthaus, das als „Sommerfrische“ diente. Abegg ließ das bestehende Gebäude abreißen und durch den Lilienthaler Baumeister Hinrich Kaars ein klassizistisches Herrenhaus errichten sowie durch den Bremer Landschaftsgärtner Isaak Altmann einen Park anlegen. Auf dem Anwesen wurden darüber hinaus ein Hofmeierhaus gebaut und ein Fischteich ausgehoben, über den eine gusseiserne Brücke führe, die später in den Park von Gut Landruhe versetzt wurde, wo sie heute noch steht. Nach dem Ende der Bremer Franzosenzeit ließ Abegg 1815 als Zugang zu dem Grundstück eine Allee aus Obstbäumen anlegen, die von der Oberneulander Heerstraße zum Anwesen führte, die heutige Apfelallee. Aus der gleichen Zeit stammt auch die Bezeichnung des Gutes als „holdes Heim“, die auf Johann Heinrich Bernhard Dräseke, Pastor an der St.-Ansgarii-Kirche und Freund der Familie Abegg, zurückgeht.

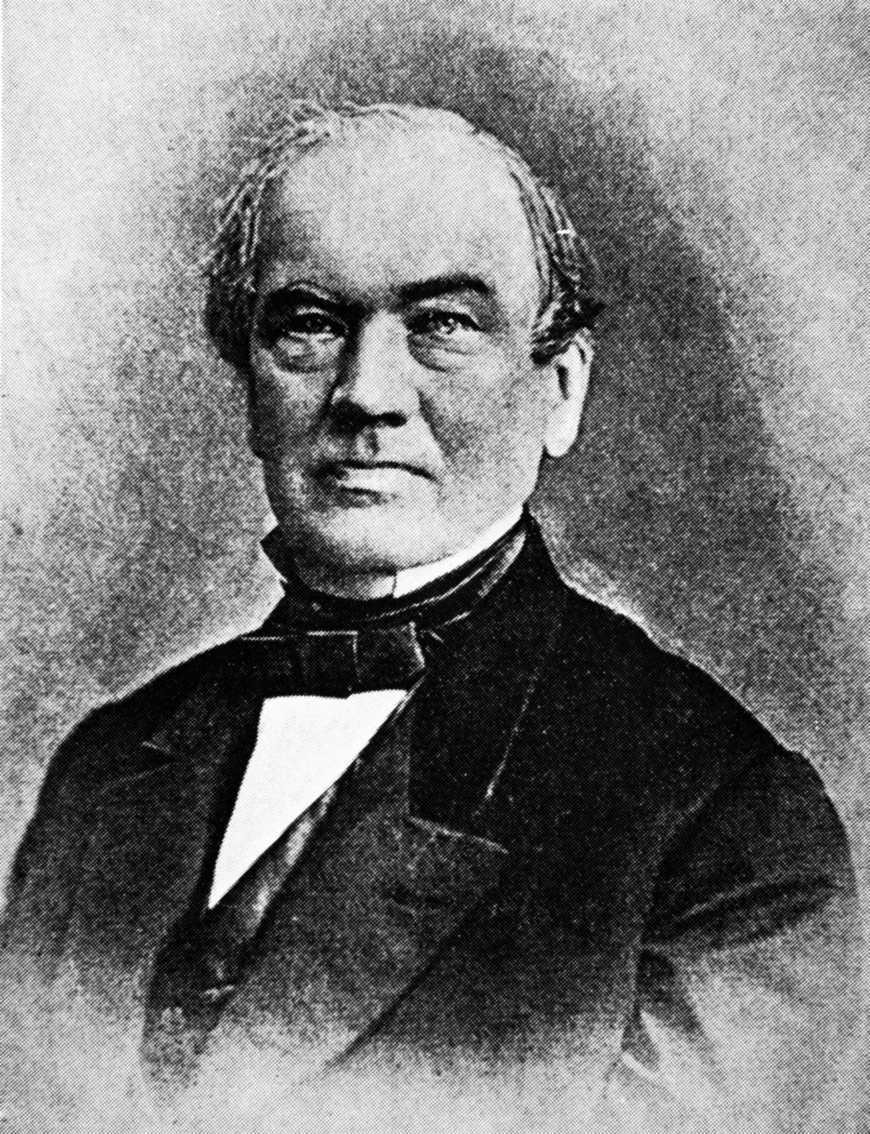
Gustav Woldemar Focke

Um 1854 war Gut Holdheim in Besitz von Georg Gloystein. Er ließ die ursprünglich hölzernen Säulen der Front des Herrenhauses durch steinerne ersetzen und neben dem Hofmeierhaus zwei Traubenhäuser und eine Spalierobstmauer errichten, sowie – als Kuriosum – einen kleinen Weinberg angelegt. 1869 kaufte der Arzt und Naturforscher Gustav Woldemar Focke das Anwesen, er pflanzte seltene Gewächse im Park und ließ 1874 eine „Grotte“ bauen, eine Trockenmauer aus Feldstein in einem Erdwall.
1901/1902 ging Gut Holdheim an den Kaufmann Carl Schütte über. Schütte überließ das Anwesen jedoch bereits 1904 dem Verein für Kinderheilanstalten. Mit Hilfe des Erbes von Johann Friedrich Walte wurde auf dem Grundstück ein Kindergenesungsheim errichtet, dem das ehemalige Herrenhaus als Verwaltungsgebäude diente. 1909 wurde durch eine weitere Stiftung das De-Voß-Haus auf dem Gelände errichtet. 1924 wurde die Anlage abermals vergrößert, 1937 jedoch wieder geschlossen. Das Gelände wurde Ende der 1930er Jahre vom Bremer Senat beschlagnahmt und teils als Arbeitslager, teils als Ausbildungsunterkunft für die Schutzpolizei und Gendarmeriebereitschaft genutzt.
Nach dem Krieg wurde 1947 in Gut Holdheim die Klinik Holdheim, eine Lungenheilanstalt, eingerichtet, die in den folgenden Jahren mehrfach ausgebaut wurde. Insbesondere in den Jahren 1965/66 wurden Teile der historischen Gartenanlage durch Bau- und Umgestaltungsmaßnahmen zerstört. In den 1980er Jahren wurde der Klinikbetrieb in Holdheim schließlich eingestellt und in das Klinikum Bremen-Ost verlegt. Ab 1988 nutzte die Internationale japanische Internatsschule die Gebäude, musste 1999 aber bereits wieder schließen, womit das Gelände an die Stadt zurückfiel. Nach einigen Jahren ohne Nutzung wurden ab 2004 die leerstehenden ehemaligen Klinik- und Schulgebäude abgerissen, große Teile des Geländes verkauft und in der Folge mit Ein- und Mehrfamilienhäusern bebaut. Das Herrenhaus wurde ebenfalls von einem Investor erworben, der das Gebäude für exklusive Eigentumswohnungen instand setzte und um ein modernes Nebengebäude erweiterte.

## Das Herrenhaus

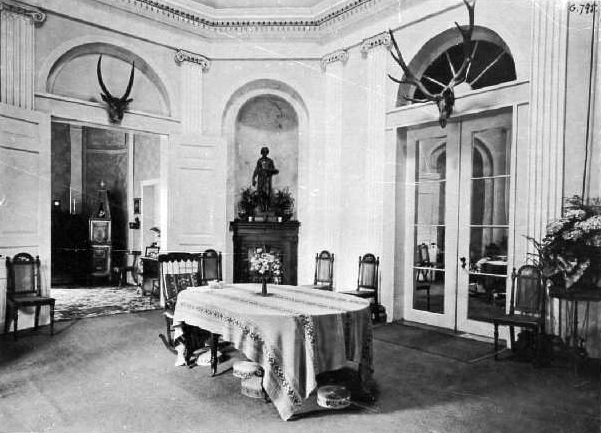
Saal im Erdgeschoss des Herrenhauses im Jahr 1893

Das alte Herrenhaus Holdheim ist ein einstöckiges klassizistisches Bauwerk mit Walmdach aus dem Jahr 1809. Es verfügt über ein Kellergeschoss, das der symmetrisch gegliederten Front als Sockel dient. Zwei Treppen führen beidseitig vom Garten aus in eine offene Halle auf der Hauptebene hinauf, die mit einem Dreiecksgiebel, der von vier toskanischen Säulen getragen wird, abgeschlossen ist. Zu beiden Seiten dieses vorgelagerten Portikus befindet sich je eine Fensterachse. Durch eine Flügeltür gelangt man in einen zentralen Saal mit abgeschrägten Ecken, der von einer Kuppeldecke überwölbt wird.

## Holdheim Park
Ein kleines, etwa 7.700 m2 großes Stück des ehemaligen Landgutes zwischen den Straßen Apfelallee und An den Wühren wurde im Zuge einer Sanierung durch Stadtgrün Bremen nach Plänen der Landschaftsarchitekten Müller-Glaßl zwischen 2007 und 2008 in einen öffentlichen Park umgewandelt, dabei diente der Zustand des Jahres 1912 als Grundlage der  Maßnahmen. Die Traubenhäuser, die Grotte und ein kleiner Aussichtshügel wurden wiederhergestellt. Der Baumbestand des Parks geht weitgehend noch auf die Zeit um 1900 zurück, einzelne Bäume sogar auf die Anfänge von Gut Holdheim zu Beginn des 19. Jahrhunderts.